# (60458) 2000 CM114
(60458) 2000 CM114, também escrito como (60458) 2000 CM114, é um objeto transnetuniano que está localizado no disco disperso. o mesmo tem cerca de 167 km de diâmetro. Este corpo celeste é um sistema binário, o outro componente, o S/2006 (60458) 1, possui um diâmetro estimado em cerca de 128 km.

## Órbita
A órbita de (183963) 2004 DJ64 tem uma excentricidade de 0.407, possui um semieixo maior de 59.961 UA. O seu periélio leva o mesmo a uma distância de 35.539 UA em relação ao Sol e seu afélio a 84.383 UA.